# Санжаасурэнгийн Зориг
Санжаасурэнги́йн Зори́г (20 апреля 1962 — 2 октября 1998) — монгольский политик, государственный деятель, лидер демократического движения в Монголии, депутат Великого государственного хурала Монголии (1990—1998), министр инфраструктуры Монголии (1998). Убит 2 октября 1998 года.

## Биография
Санжаасурэнгийн Зориг родился 20 апреля 1962 года в Улан-Баторе. Его отец был деканом Монгольского государственного университета и вице-министром образования МНР. Мать была дочерью известного советского географа Андрея Симукова, который первым составил множество географических карт Монголии.
После окончания средней школы Зориг в 1980—1985 годах учился на философском факультете МГУ им. Ломоносова. Вернувшись на родину, работал в Монгольском революционном союзе молодёжи. В 1986 году начал преподавать научный коммунизм в Монгольском государственном университете.
В тот период монгольская интеллигенция пристально наблюдала за ходом политических и экономических реформ в СССР. Идеи перестройки, гласности и демократизации были близки Зоригу. В 1988 году он создаёт группу «Новое поколение», объединившую молодых монгольских диссидентов.

## Политическая карьера
В 1988-1990 годах Санжаасурэнгийн Зориг, вместе с Эрдэнийн Бат-Уулом, Бат-Эрдэнийн Батбаяром и Цахиагийн Элбэгдоржем, сыграл одну из ведущих ролей в демократическом движении Монголии. В январе-марте 1990 года Зориг возглавлял протестные акции демократически настроенной части населения на площади Сухэ-Батора в столице МНР. Протестующие требовали отмены однопартийной системы, проведение свободных выборов на альтернативной основе. Протесты продолжались до марта 1990 года.
Большая заслуга Зорига в том, что массовые протестные акции прошли в мирной обстановке.
Перед лицом народных выступлений Политбюро МНРП вынуждено было пойти на переговоры с лидерами демократического движения. В итоге 9 марта 1990 года премьер-министр Жамбын Батмунх распустил Политбюро МНРП и ушёл в отставку. В Монголии были объявлены первые многопартийные выборы, которые состоялись в июле того же года. И, хотя МНРП получила большинство мест в новом парламенте, монополия одной партии на власть была ликвидирована.
Санжаасурэнгийн Зориг на этих первых демократических выборах в истории Монголии был избран депутатом Великого хурала от округа Дорнод, родины своего отца. Зориг ещё дважды выигрывал выборы в хурал в своём округе: в 1992 и 1996 годах. По итогам выборов 1996 года в Монголии впервые было сформировано некоммунистическое правительство.
В 1998 году Зориг вошёл в став правительства, заняв пост министра инфраструктуры Монголии. В том же году в Монголии разразился политический кризис из-за продажи правительством государственного «Банка реконструкции» частному «Голомт Банк». Фракция МНРП вынесла вотум недоверия правительству. Премьер-министр Цахиагийн Элбэгдорж вынужден был уйти в отставку.
После переговоров парламентских фракций было решено, в качестве компромиссной фигуры, назначить на пост премьер-министра Санжаасурэнгийна Зорига. Голосование по кандидатуре Зорига должно было состояться 5 октября 1998 года.

## Гибель

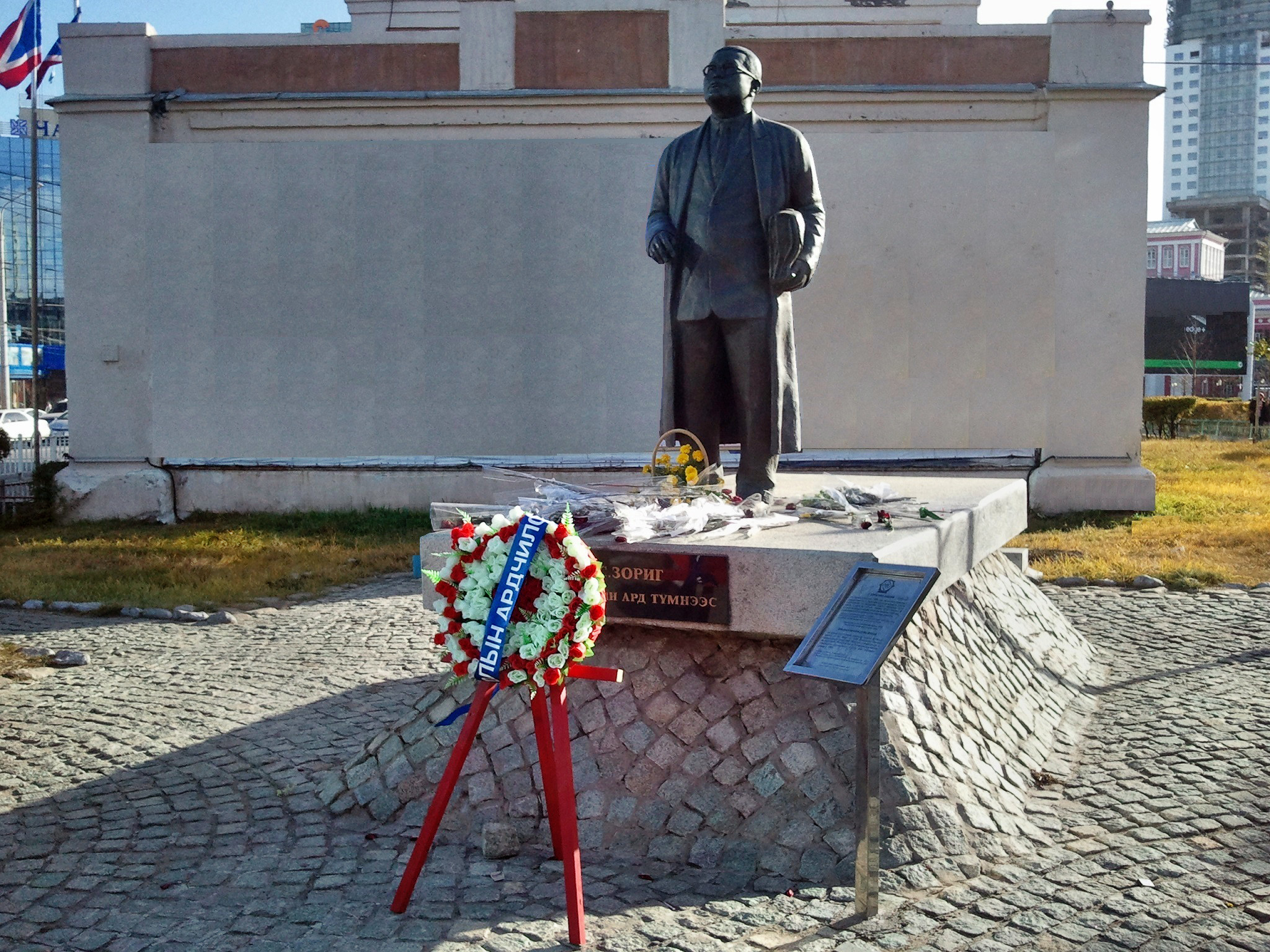

Вечером 2 октября 1998 года Санжаасурэнгийн Зориг был убит дома. Двое в масках, мужчина и женщина, ворвались в квартиру Зорига, связали его жену Булган и заперли её в ванной комнате. В этот момент с работы вернулся Зориг. Убийцы набросились на него и нанесли 16 ножевых ранений, в том числе три в сердце. От полученных ран Зориг скончался на месте. Преступникам удалось скрыться.
Правительство Монголии объявило о вознаграждении в 500 млн тугриков (около 450 тыс. долларов США) тому, кто назовёт имя исполнителя и заказчиков убийства депутата Великого государственного хурала Санжаасурэнгийн Зорига. Однако преступление до сих пор не раскрыто.

## Последствие
После трагической гибели Санжаасурэнгийна Зорига, его младшая сестра, Санжаасурэнгийн Оюун, решила пойти в политику и продолжить дело своего брата. В декабре она выиграла выборы в округе Дорнод, где постоянно баллотировался Зориг и впервые стала депутатом Великого государственного хурала. Как парламентарий, она отстаивала демократические ценности, права человека и свободу слова.

## Память
- Вблизи площади Сухэ-Батора (г. Улан-Батор) воздвигнут памятник Санжаасурэнгийну Зоригу[4].
- Создан фонд Зорига, которую возглавляет Санжаасурэнгийн Оюун.